# Patrick Dewaere

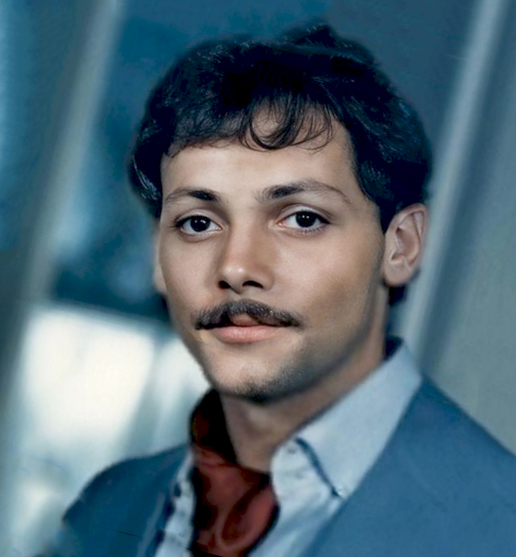
Patrick Dewaere, 1975

Patrick Dewaere, artiestennaam van Patrick Bourdeaux (Saint-Brieuc, 26 januari 1947 – Parijs, 16 juli 1982) was een Frans acteur.
Hij is de halfbroer van de acteurs Dominique Colignon-Maurin, Yves-Marie Maurin, Marie-Véronique Maurin, Jean-François Vlérick en Jean-Pierre Maurin.

## Biografie
Tot 1967 gebruikte hij het pseudoniem Patrick Maurin, naar zijn moeder Mado Maurin. Zijn kinderjaren waren niet gemakkelijk en hij had te lijden onder de artistieke competitie van de clan Maurin. Na een dertigtal theaterstukken en televisiefilms voor de ORTF nam hij wat meer afstand van zijn familie. Hij had inmiddels op 17-jarige leeftijd vernomen dat hij niet dezelfde vader had als zijn broers en zus. Na een discussie rond de erfenis van zijn moeder, waarbij hem praktisch niets toekwam, koos hij voor de familienaam van zijn grootmoeder, Dewaere. Onder die naam zou hij succes kennen.
In de sfeer van mei 1968 leerde hij alternatieve acteurs kennen en hij voegde zich bij de ploeg van Romain Bouteille. Hij zou de planken van het Café de la Gare delen met Coluche, Henri Guybet, Martin Lamotte, Renaud Séchan, zijn eerste echtgenote Sotha en de liefde van zijn leven Miou-Miou. Daarna werd de ploeg uitgebreid met Gérard Lanvin, Gérard Depardieu, Thierry Lhermitte, Josiane Balasko, Anémone en Gérard Jugnot. Tegelijk hield Dewaere zich bezig met het dubben van buitenlandse films zoals The Graduate waar hij zijn stem leent aan Dustin Hoffman, naast Rosy Varte (Franse stem van Anne Bancroft).
In 1974 werd hij bekend bij het grote publiek met de erotische zwarte komedie Les Valseuses van Bertrand Blier, waarin hij naast Gérard Depardieu en Miou-Miou speelde. Met haar zou hij een passionele relatie hebben, en een dochter Angèle krijgen (13 augustus 1974), tot ze bezweek voor de charmes van Julien Clerc tijdens het draaien van de tragikomedie D'amour et d'eau fraîche. Nadien speelde hij met Miou-Miou in het liefdesdrama F comme Fairbanks.
Zijn carrière kende een hoge vlucht dankzij rollen in het misdaaddrama Le Juge Fayard dit Le Shériff (1977), in de tragikomedie Coup de tête (1979), in  het misdaaddrama Série noire (1979) en in het drama Un mauvais fils (1980). Maar privé ging het hem minder voor de wind: zijn nieuwe vriendin Elsa Chalier schonk hem eerst een dochter (de latere actrice Lola Dewaere) maar verliet hem.
Op 16 juli 1982 pleegde Dewaere onverwacht zelfmoord in zijn huis in het 14e arrondissement in Parijs, met een .22 Long Riflekarabijn die hij had gekregen van Coluche. Volgens sommigen, onder wie Claude Lelouch, zou hij van streek zijn geweest door een telefoontje. Volgens zijn moeder zou hij gesproken hebben met zijn toenmalige vriendin Elsa, die hem had meegedeeld dat ze hem ging verlaten voor Coluche, die zijn beste vriend was, en dat hij zijn dochter Lola nooit meer zou terugzien. In de documentaire Patrick Dewaere, le dernier jour van Bertrand Tessier, die in 2007 werd uitgezonden op France 2, zou zijn dochter Lola bevestigen dat dat telefoongesprek bepalend was in zijn zelfmoord.
Patrick Dewaere werd 35 jaar en heeft in 36 films gespeeld. Hij werd begraven op het kerkhof van Saint-Lambert-du-Lattay, in de grafkelder van de familie Chalier, zijn schoonfamilie.

## Filmografie
- 1951 - Monsieur Fabre (Henri Diamant-Berger)
- 1955 - La Madelon (Jean Boyer)
- 1956 - En effeuillant la marguerite (Marc Allégret)
- 1956 - Je reviendrai à Kandara (Victor Vicas)
- 1957 - The Happy Road (Gene Kelly)
- 1957 - Les Espions (Henri-Georges Clouzot)
- 1958 - Mimi Pinson (Robert Darène)
- 1966 - Paris brûle-t-il? (René Clément)
- 1971 - La Maison Sous les Arbres (René Clément)
- 1971 - Les Mariés de l'an II (Jean-Paul Rappeneau)
- 1973 - Themroc (Claude Faraldo)
- 1974 - Lily aime-moi (Maurice Dugowson)
- 1974 - Les Valseuses (Bertrand Blier)
- 1975 - Catherine et compagnie (Michel Boisrond)
- 1975 - Pas de problème! (Georges Lautner)
- 1975 - Adieu poulet (Pierre Granier-Deferre)
- 1975 - La meilleure façon de marcher (Claude Miller)
- 1976 - Marcia trionfale (La Marche triomphale) (Marco Bellocchio)
- 1976 - F comme Fairbanks (Maurice Dugowson)
- 1977 - Le Juge Fayard dit Le Shériff (Yves Boisset)
- 1977 - La stanza del vescovo (La chambre de l'évêque) (Dino Risi)
- 1978 - La Clé sur la porte (Yves Boisset)
- 1978 - Préparez vos mouchoirs (Bertrand Blier)
- 1979 - L'ingorgo (Le Grand Embouteillage) (Luigi Comencini)
- 1979 - Coup de tête (Jean-Jacques Annaud)
- 1979 - Série noire (Alain Corneau)
- 1979 - Paco l'infaillible Didier Haudepin)
- 1980 - Un mauvais fils (Claude Sautet)
- 1980 - Plein sud (Luc Béraud)
- 1981 - Psy (Philippe de Broca)
- 1981 - Les Matous sont romantiques (Sotha)
- 1981 - Mille milliards de dollars (Henri Verneuil)
- 1981 - Hôtel des Amériques (André Téchiné)
- 1981 - Beau-père (Bertrand Blier)
- 1982 - Paradis pour tous (Alain Jessua)

- Biblioteca Nacional de España: XX1513034
- Bibliothèque nationale de France: cb11946759q (data)
- Gemeinsame Normdatei: 119206994
- International Standard Name Identifier: 0000 0001 2138 008X
- Library of Congress Control Number: n81088385
- MusicBrainz: fed11b4a-156e-477b-8079-43079253d954
- Nationale Bibliotheek van Tsjechië: xx0152296
- Nationale Bibliotheek van Israël: 987007431724205171
- Nederlandse Thesaurus van Auteursnamen: 071114068
- SNAC: w65x35j2
- Système universitaire de documentation: 027422887
- Virtual International Authority File: 68937713
- WorldCat: E39PBJwRWg8RrbBtk7CDDTDDv3